# Glenniea pervillei
Glenniea pervillei là một loài thực vật có hoa trong họ Bồ hòn. Loài này được (Baill.) Leenh. mô tả khoa học đầu tiên năm 1975.